# Січинський Микола
Мико́ла Січи́нський  (1850, с. Нижбірок поблизу Гусятина — 8 серпня 1894, с. Стопчатів, тепер Косівського району) — громадський діяч, український греко-католицький священник, посол до Галицького сейму (з 1883 р.), один з діячів «Нової ери».

## Родина
Брат громадсько-політичного діяча Андрія Січинського. Батько українського громадсько-політичного діяча Мирослава Січинського та власниці Першої української фабрики цукорків «Фортуна Нова» (1922—1939 роки) Климентини Авдикович.

## Життєпис
Народився 1850 року в с. Нижбірок (Королівство Галичини та Володимирії, Австрійська імперія, нині Гусятинський район, Тернопільська область, Україна).
Походив з родини священника Закінчив державну ґімназію у місті Тернопіль, Львівську духовну семінарію.
Висвячений 1871 року. Сотрудник (помічник) пароха Копичинців, від 1884 року парох: Чернихівців, Винників поблизу Львова у 1891—1893 роках, Стопчатова з 1893 року. Член Збаразької повітової ради. Посол до Галицького сейму 5-го (округ Копичинці — Гусятин, IV курія, входив до «Руського клубу»), 6-го скликання (округ Збараж,, IV курія, входив до «Руського клубу», «Клубу староруської партії»). Після його смерти (помер 8 серпня 1894 року в с. Стопчатів, нині Косівський район, Івано-Франківська область) послом в окрузі був обраний 6 листопада 1894 року Тадей Федорович. Один з головних речників угоди «Руського клубу» з «Польським колом» у Галицькому сеймі («нова ера»).